# Десятый флот ВМС США
Кибернетическое командование ВМС США/Десятый флот США (англ. U.S. Fleet Cyber Command / U.S. Tenth Fleet) — подразделение военно-морских сил США, являющееся компонентой Кибернетического командования в ВМС. Впервые был создан в 1943 в качестве координатора борьбы с вражескими подводными лодками во время битвы за Атлантику во второй мировой войне, воссоздан в 2010 в качестве киберподразделения.

## История

### Вторая мировая война
Десятый флот во время Второй мировой войны не имел в своем составе кораблей и насчитывал не более 50 человек личного состава. Во время битвы за Атлантику миссия Десятого флота включала уничтожение подводных лодок противника, защиту прибрежного торгового судоходства, маршрутизацию конвоев, а также координация и контроль всех видов противолодочной обороны ВМС США: обучение, противолодочная разведка, а также координацию действий с союзниками. Флот был активен с мая 1943 по июнь 1945. Командовал флотом начальник военно-морских операций адмирал Эрнест Кинг, а его заместителем по противолодной борьбе был начальник штаба адмирал Ф.Лоу, которого впоследствии сменил на этом посту контр-адмирал А.Мак-Кенн, который служил в Десятом флоте до расформирования последнего. Флот был расформирован после капитуляции Германии.

### Флот киберкомандования США
Десятый флот был воссоздан 29 января 2010 года, как флот Киберкомандования США. Его первым командующим был вице-адмирал Бернард Маккалоу III.
Десятый флот имеет двойное подчинение: как подразделение Киберкомандования США и как подразделение ВМС США. Обеспечивает оперативную поддержку командующим флотам по всему миру в сфере информационных, компьютерных операций, радиоэлектронной борьбы и космических операций, а также выступает в качестве криптологического командования ВМС, взаимодействуя с Центральной службой безопасности.

## Организационная структура

### Подразделения
- - Управление РЭР ВМС[англ.]
  - Управление защиты электронных сетей ВМС
  - Управление информационной войны ВМС
    - Группа разработок информационных операций (исследований, разработок, испытаний и оценки — ранее NIOC Suitland)

  - Объединённые специальные подразделения.

### Находящиеся в административном подчинении
Кибернетическое командование флота осуществляет административный контроль за следующими подразделениями:
Атлантическое побережье США:
- На территории Главного командования ВМС, в/ч «Норфолк» (ш. Вирджиния)
  - Управление РЭР ВМС[англ.]
  - Управление защиты электронных сетей ВМС
  - Центр связи Главного командования ВМС
  - Отдел ПВ и РЭБ ВМС по в/ч «Норфолк»
- В районе г. Вашингтон:
  - ОШ ПВ и РЭБ ВМС и органы 10-го флота ВМС, в/ч «Форт-Мид» (ш. Мэриленд)
  - Отдел планирования психологической войны ВМС, в/ч «Пентагон»
  - Отдел ПВ и РЭБ ВМС, н.п. Шугар Гроув (ш. Вирджиния)
  - Центр РЭР ВМС, в/ч «Хэмптон Роудс» (ш. Вирджиния
- Станции РЭР и подразделения психологической войны ВМС:
  - Станция РЭР ВМС, аэродром ВМС в/ч «Джексонвилл» (ш. Флорида)
  - Группа ПВ и РЭБ ВМС, аэродром ВВС в/ч «Бакли» (ш. Колорадо
  - Группа ПВ и РЭБ ВМС, в/ч СВ «Форт-Гордон» (ш. Джорджия)
  - Группа ПВ и РЭБ ВМС, аэродром ВМС в/ч «Пенсакола» (ш. Флорида)
  - Штаб ПВ и РЭБ ВМС, аэродром ВВС в/ч «Сан-Антонио» (ш. Техас)

Тихоокеанское побережье США:
- Центр спутниковой разведки ВМС, Мугу, Калифорния
- Центр связи Тихоокеанского флота США, Уэхайва, Гавайские острова
- Станция РЭР ВМС, Сан-Диего, Калифорния
- Станция РЭР ВМС, Гуам, Марианские острова
- Центр связи ВМС США на Дальнем Востоке, Йокосука, Япония* Штаб ПВ и РЭБ ВМС, Менвит Хилл, Великобритания
- Штаб ПВ и РЭБ ВМС, Ок-Харбор, Вашингтон
- Штаб ПВ и РЭБ ВМС, Сан-Диего, Калифорния
- Штаб ПВ и РЭБ ВМС, Шофилд баракс, Гавайские острова
- Штаб ПВ и РЭБ ВМС, Бахрейн.

Подразделения ПВ и РЭБ ВМС на заморских ТВД:
- Станция РЭР ВМС, Бахрейн
- Станция РЭР ВМС Сицилия, Италия
- Станция РЭР ВМС, Неаполь, Италия
- Отдел ПВ и РЭБ ВМС, Йокосука, Япония
- Группа ПВ и РЭБ ВМС, Мисава[англ.], Япония

## Командующие
- Вице-адмирал Бернард «Барри» Маккалоу, III (декабрь 2009 — 1 октября 2011)
- Вице-адмирал Майкл Роджерс (октябрь 2011 — апрель 2014).
- Вице-адмирал Джен Тиге (апрель 2014 — июль 2016)
- Вице-адмирал Майкл Джилдей (июль 2016 — наст. вр.)